# Abernethy

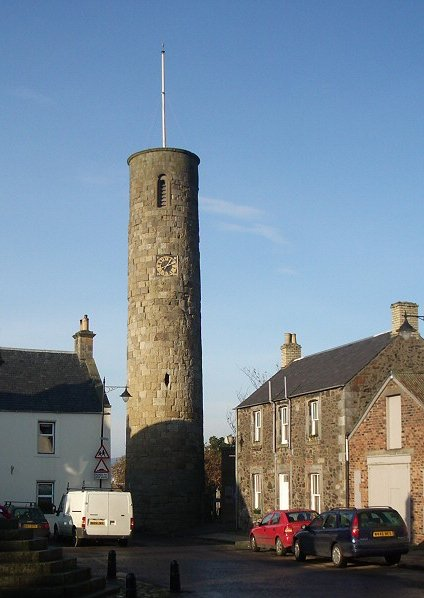
Abernethy Tower, det ena av Skottlands två överlevande rundtorn av irländsk typ.

Abernethy är en ort i Skottland, belägen vid Tay, cirka 13 kilometer sydöst om Perth. Folkmängden uppgick till 1 470 invånare år 2012, på en yta av 0,72 km². Staden var förr säte för pikternas kungar, från vilkas tid ett 24 meter högt, runt torn ännu kvarstår. Väster om Abernethy, i byn Forteviot, besegrade år 842 Kenneth I, skoternas konung, pikterna och blev därigenom konungariket Skottlands grundläggare.